# 英国铁路1型客车
英國鐵路1型客車（英語：British Railways Mark 1）是英国铁路（一间国营全国性铁路公司）第一代标准化铁路客车。存在多种舱位及多个改进型、衍生型号。制造于1951年至1974年间。曾在英国被广泛使用，现仅用于旅游线路和包车使用。因英国铁路行业国有化，国营全国性铁路公司“英国铁路”于1948年1月1日成立，其兼并了原先的“四大英國鐵路公司”——英国大西部鐵路公司、英国南部铁路公司、倫敦米德蘭和蘇格蘭鐵路公司、倫敦及東北鐵路公司。“英國鐵路1型客車”在“英国铁路”成立之初英国铁路设施统型期间提出。设计时参考了之前英国的各铁路公司的铁路客车，其安全性较比英国之前的铁路客车有较大的提高。“英國鐵路1型客車”1951年至1960年生产的早期型和1961年及以后生产的后期型存在较大的不同。1977年之前还设有女士专用包厢。 

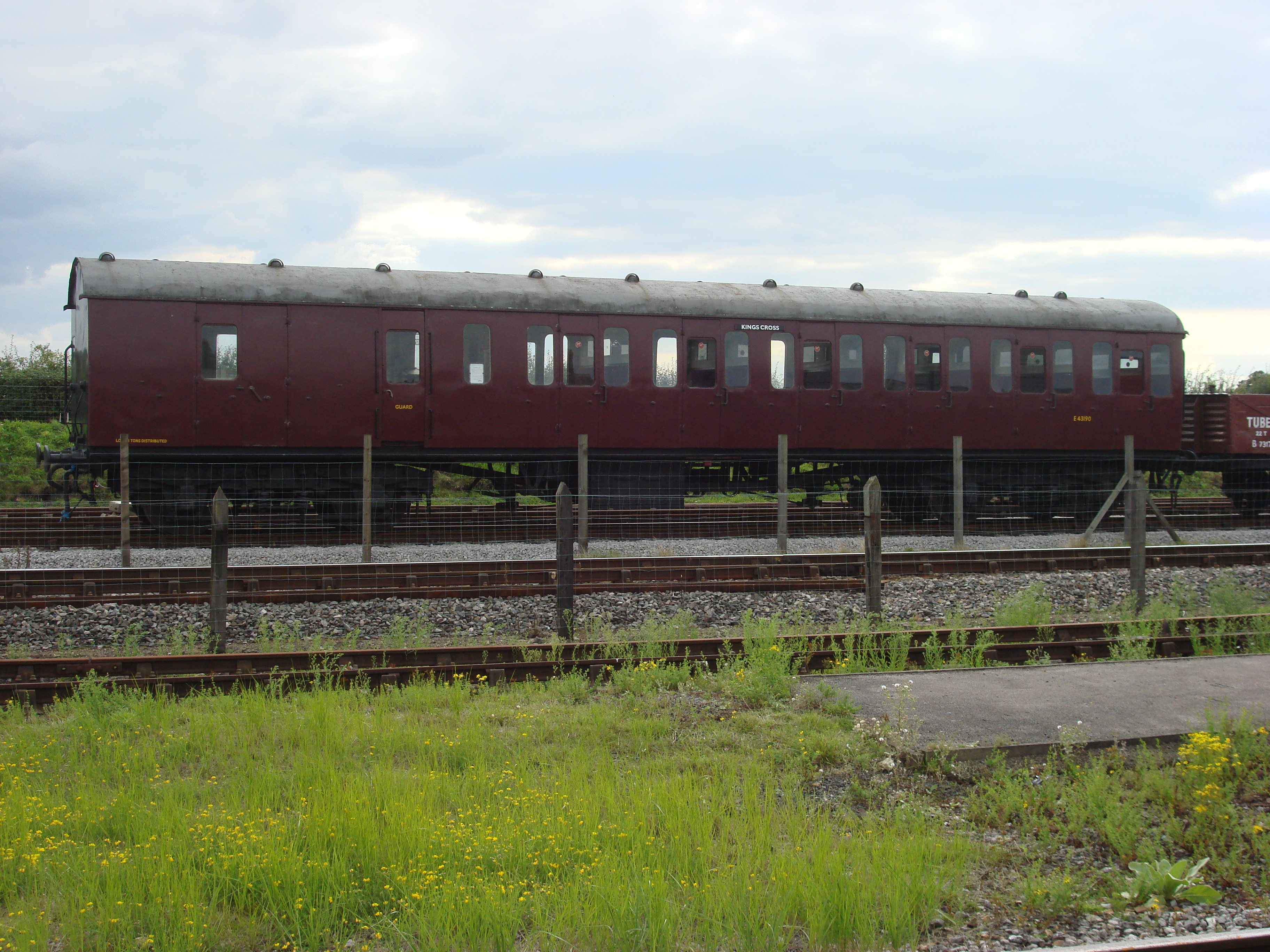
编号为“E43190”的“英国铁路1型客车市郊型”，其长度比标准型短。拍摄于白金漢铁路中心（英语：Buckinghamshire Railway Centre）。

## 制造
“英國鐵路1型客車”于1951年投产。1963年，“英國鐵路1型客車”用于非动车组列车的客运车厢停产。但用于动车组列车的车厢和基于“英國鐵路1型客車”开发的铁路货车直至1974年才停产。最初由德比铁路车辆工厂研发，制造工厂还包括唐卡斯特铁路工厂、伊斯特利火車工廠、斯温登铁路工厂、沃尔弗顿铁路工厂和約克霍爾蓋特路鐵路車廠、都城嘉慕等。

## 安全性
1977年，西摩·比斯科·特里顿爵士（Sir Seymour Biscoe Tritton）在英国机械工程师学会的演讲中曾转述了原英国交通部铁路首席检查官I·K·A·麦克诺顿（I.K.A. McNaughton）对“英國鐵路1型客車”安全性的高度评价。其认为英国1955年以后铁路事故中死亡人数大幅下降，在很大一定程度上归功于1951年开始上线的“英國鐵路1型客車”。“英國鐵路1型客車”在之后的10年中，逐步取代了二战前设计安全性较差的旧式铁路客车。这种采用钢制车体及改进型詹尼车钩的铁路客车，能够承受200吨的力。这使得其仅在严重铁路事故中才会致人死亡。其在几次较高速度下脱轨并未出现群死群伤的恶性事故。
一份未公开的有关1988年克拉珀姆交汇站火车相撞事故的调查报告表示：“‘英国铁路1型客车’的安全性是过关的，并且现在大规模淘汰该型铁路客车在经济上并不划算，淘汰二战前研制的旧式铁路客车才是明智的选择”。
20世纪90年代后期，“英國鐵路1型客車”集中进入生命周期的后期，其安全性较比当时的高速、准高速铁路客车更差。1999年，英国健康与安全执行局要求运营中的“英國鐵路1型客車”按照1999年的铁路安全规范进行提升安全性的改造，并要求于2002年之前完成。 改造工作因成本原因导致进展缓慢，英国健康与安全执行局后将改造工作的截止时间延至2004年12月31日。

## 卧铺车

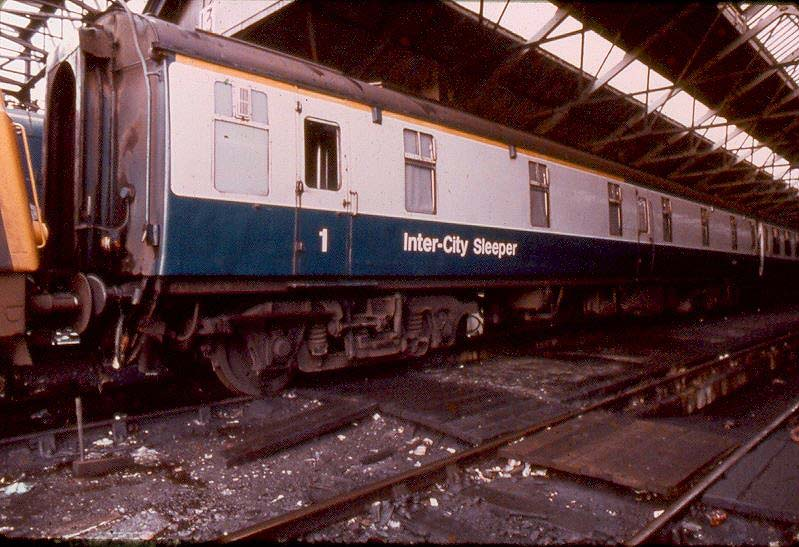
用于“城际列车” [註 4]的“英国铁路1型客车”卧铺车

英国铁路自有车辆厂和其他承包商曾于1957年至1964年间制造“英国铁路1型客车”卧铺车。先制造了3个子型号，共308节。之后制造的第4个子型号由既有车厢改造而来。现已没有一节“英国铁路1型客车”卧铺车用于常规运行并只有极少数得到保存（因其中多数车厢以石棉作为保温材料）。
其中3个子型号底盘长63英尺（19.20米）。每节车厢设有11个卧铺包厢，车厢一端为列车员办公室，车厢另一端为两个洗手间。一等卧包厢每包厢一个卧铺，二等卧包厢每包厢两个卧铺（上下铺）。包厢一等卧车（英文全称：Sleeper First，英文缩写：SLF）每节车厢定员11人，包厢二等卧车（英文全称：Sleeper Second，英文缩写：SLSTP）每节车厢定员22人。复合包厢卧车（英文全称：Sleeper Composite，英文缩写：SLC）每节车厢设有5个一等卧包厢和6个二等卧包厢，定员17人。
早期型号使用BR1型转向架，后来改用B5型转向架。再后来改用联合型（英文原名：Commonwealth）转向架。“英国铁路1型客车”卧铺车自重介乎39吨至42吨，一等卧车比其它卧车轻1吨，使用B5型转向架可比使用厚重的铸钢联合型转向架减重1吨。

### 改装
为增加这批卧铺车的灵活性，部分“英國鐵路1型客車”包厢二等卧车（英文全称：Sleeper Second，英文缩写：SLSTP）运至沃尔弗顿铁路工厂将上铺改为折叠卧铺。这就使得在客流高峰时卧铺包厢可转换为包厢二等卧，非客流高峰时卧铺包厢可转换为包厢一等卧。改装后的包厢二等卧车（英文全称：Sleeper Second，英文缩写：SLSTP）转换为“带乘务员室灵活包厢卧车（英文原名：Sleeper Either class with Pantry，英文缩写：SLEP）”，编号亦随之更改。

### 后继型号
“英国铁路1型客车”卧铺车曾在英国铁路长期服役。之后推出的“英国铁路2型客车”并没有卧铺车，20世纪80年代上线的“英国铁路3型客车”设有卧铺车。

## 1957年实验型
1957年，“英國鐵路1型客車”制造了一批共12节实验改进型。其中4节由英国铁路唐卡斯特铁路工厂制造，两间外判企业各制造4节。 这批实验实验改进型的舒适性较比之前生产的“英國鐵路1型客車”有所提高，但载客量除格洛斯特铁路车辆公司生产的版本外均有下降，故“英国铁路”认为其经济效益不理想而未继续订购。

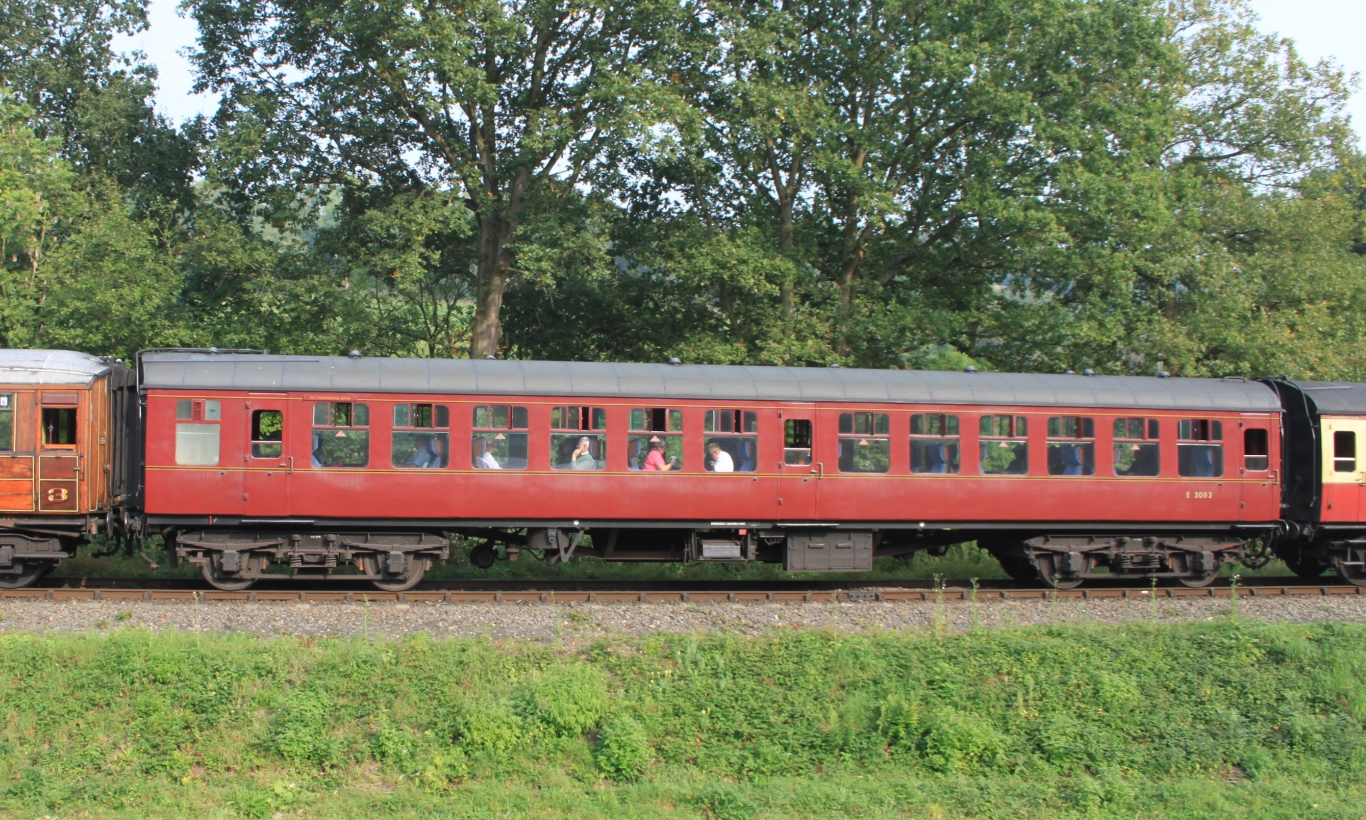
唐卡斯特铁路工厂（英语：Doncaster Works）生产的“英国铁路1型客车（1957年实验型）”的开放式一等座车，编号：3083，使用褐红色涂装。 2014年拍摄于塞文谷铁路（英语：Severn Valley Railway）。

## 玻璃纤维车体版
1962年，“英国铁路”下属的伊斯特利火車工廠曾制造一节“英國鐵路1型客車”玻璃纤维车体版。该玻璃纤维车体车厢最初的编号为1000，后又先后使用4378、2208S、1000、S1000S、ADS70200、S1000S这些编号。 底盘使用一节因1957年刘易舍姆火车相撞事故而报废的“英國鐵路1型客車”开放式旅行二等座车的回收底盘。因成本原因，“英国铁路”仅制造了1节这样的铁路客车。该车厢曾在海灵岛支线使用，直至1963年海灵岛支线废止。 之后在兰辛铁路工厂改装为发电车，并重新投入日常运营。 该车厢最后提供常规服务是运行在克拉珀姆交匯站↔肯辛頓（奧林匹亞）站之间的通勤列车。 退役后，一度被封存在米奇尔德弗站。1973年由东萨默塞特铁路购得。 2010年，该车厢进行修复。2011年时该车厢在东萨默塞特铁路运行。2016年，该车厢被涂成褐红色。
此外，编号为“E85000”的“英國鐵路1型客車”亦采用玻璃纤维外壳。1970年由德比铁路车辆工厂将一节编号为“Sc15170”的常规型“英國鐵路1型客車”复合包厢座车改制而来，1982年退役。该车厢自重27.4吨，比一般的“英國鐵路1型客車”30.5吨的自重略轻，尽管其长度比常规型长1.98米。

## 1964年实验型
“1964年实验型”（原文名称：XP64）是“英國鐵路1型客車”的一个后期生产型。1964年由德比铁路车辆工厂制造，包括3节包厢一等座车、两节包厢二等座车和3节开放式旅行二等座车。 这一改进型外观与之前的“英國鐵路1型客車”相似。底盘部分增加了整流罩。车厢内部也采用了许多新科技，包括新风系统、新的座椅设计、宽度更大的双开门等。 部分相关技术被用于后来的“英國鐵路2型客車”。

## 保存状况
被修复的“英國鐵路1型客車”现多用于英国的遗产铁路。其制造量、保存量均比1948年英国铁路行业国有化前的铁路客车要多得多。“英國鐵路1型客車”使用寿命长的优势可以令遗产铁路很容易重现20世纪50年代至90年代初的状态，只需涂上合适的涂装。“英國鐵路1型客車”在铁路博物馆中也有收藏。

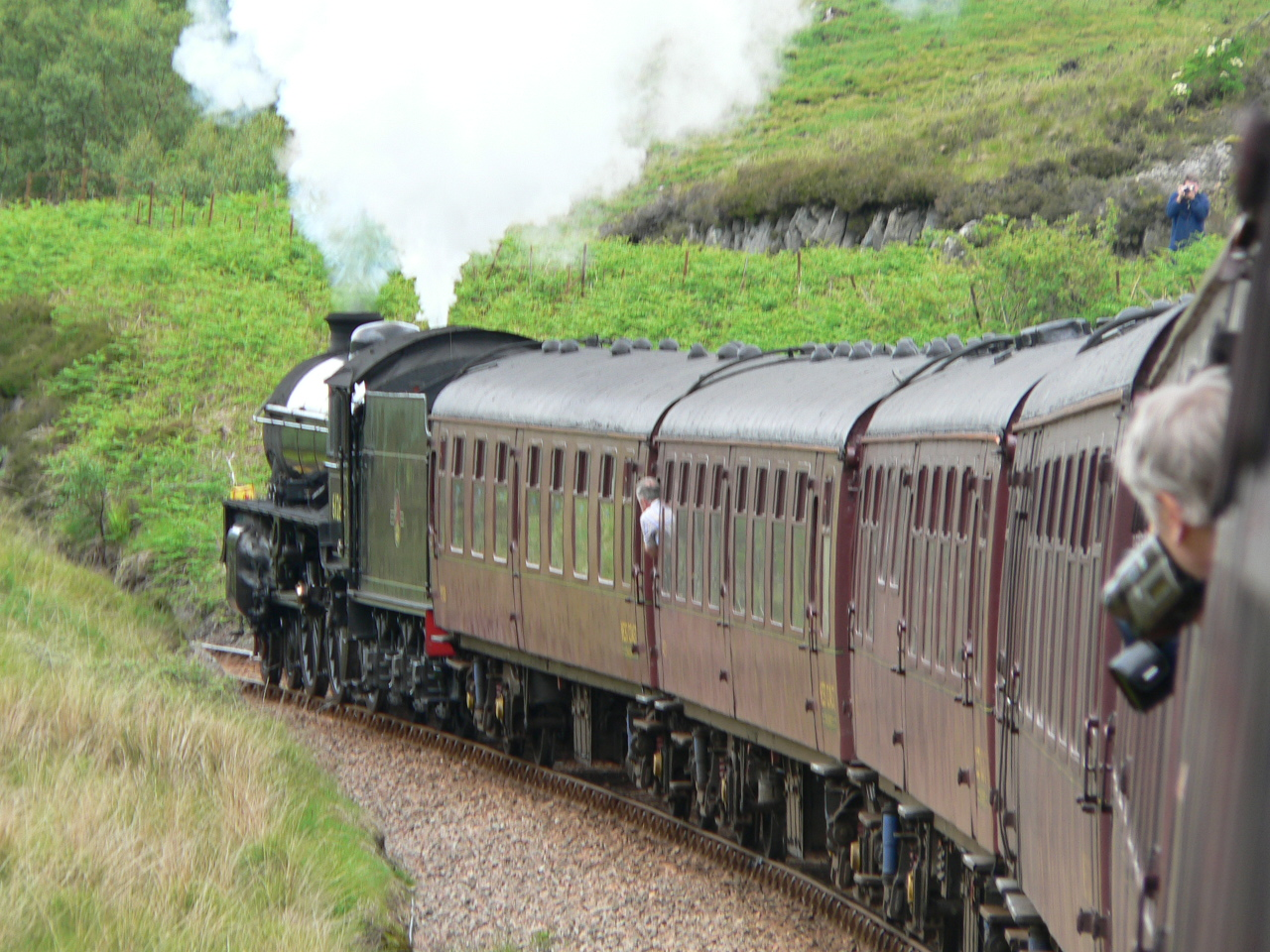
2005年，由蒸汽机车和“英国铁路1型客车”组成的观光列车驶向馬萊格站（英语：Mallaig railway station）
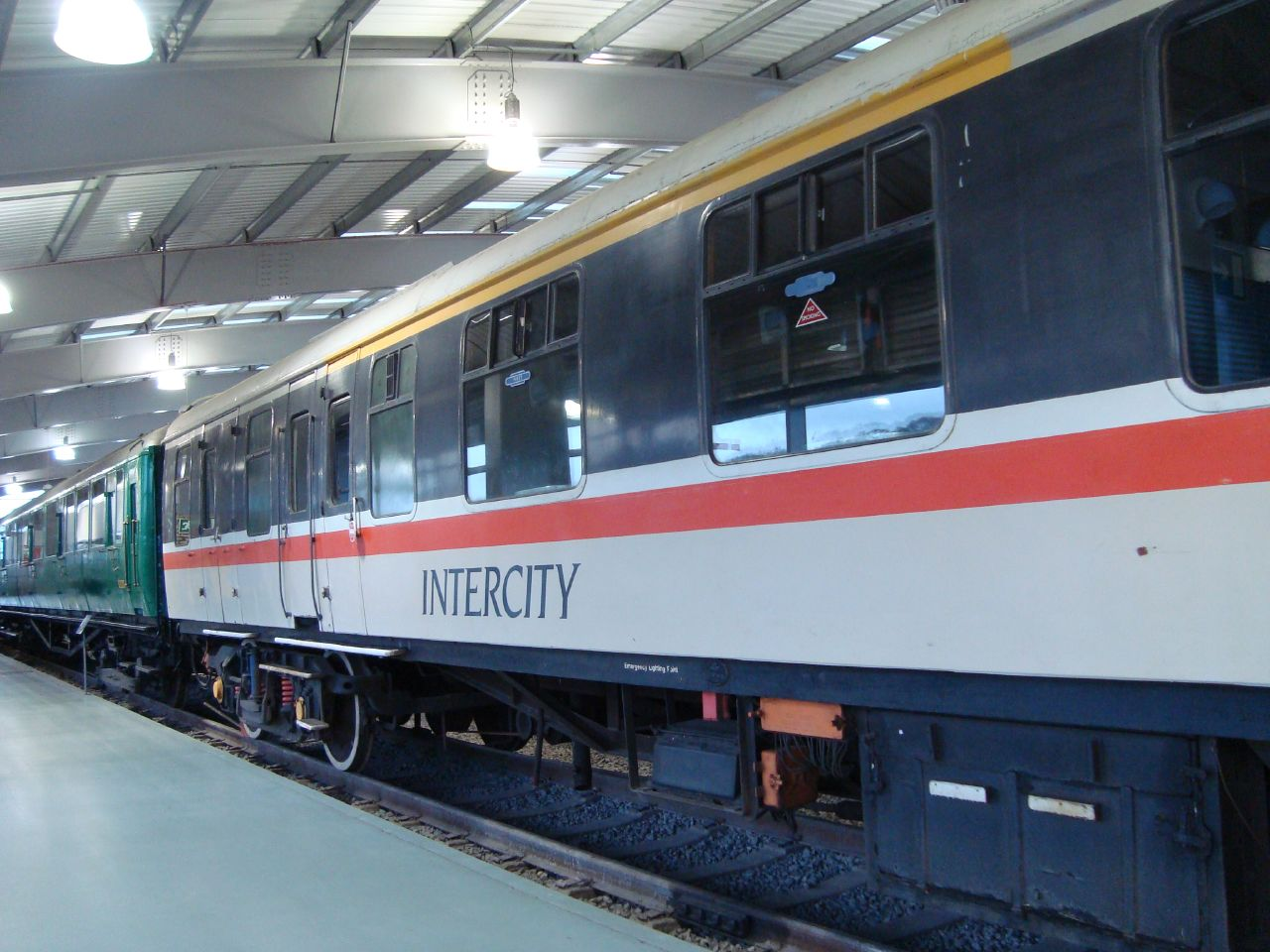
收藏在希尔登铁路博物馆的“英国铁路1型客车”

## 涂装
“英国铁路1型客车”曾先后使用多种涂装。1951年开始运营时，非包厢车使用红色和奶油色相间的涂装，包厢车使用全红色涂装。1956年，“英国铁路1型客车”首次大规模更换涂装，以不同涂装区别列车运行区域，同时取消了三等座车。英国铁路西部将快车改用原大西部铁路使用的巧克力色和奶油色相间的涂装，所属其它“英国铁路1型客车”改用褐红色。英国铁路南部开始改用绿色涂装。英国铁路其它区域开始改用褐红色涂装。1962年英国铁路南部开始将一等座车的上部涂成黄色、餐车的上部涂成红色，20世纪60年代末完成涂装转换。1962年，英国铁路西部所属的“英国铁路1型客车”停止使用巧克力色和奶油色相间的涂装。

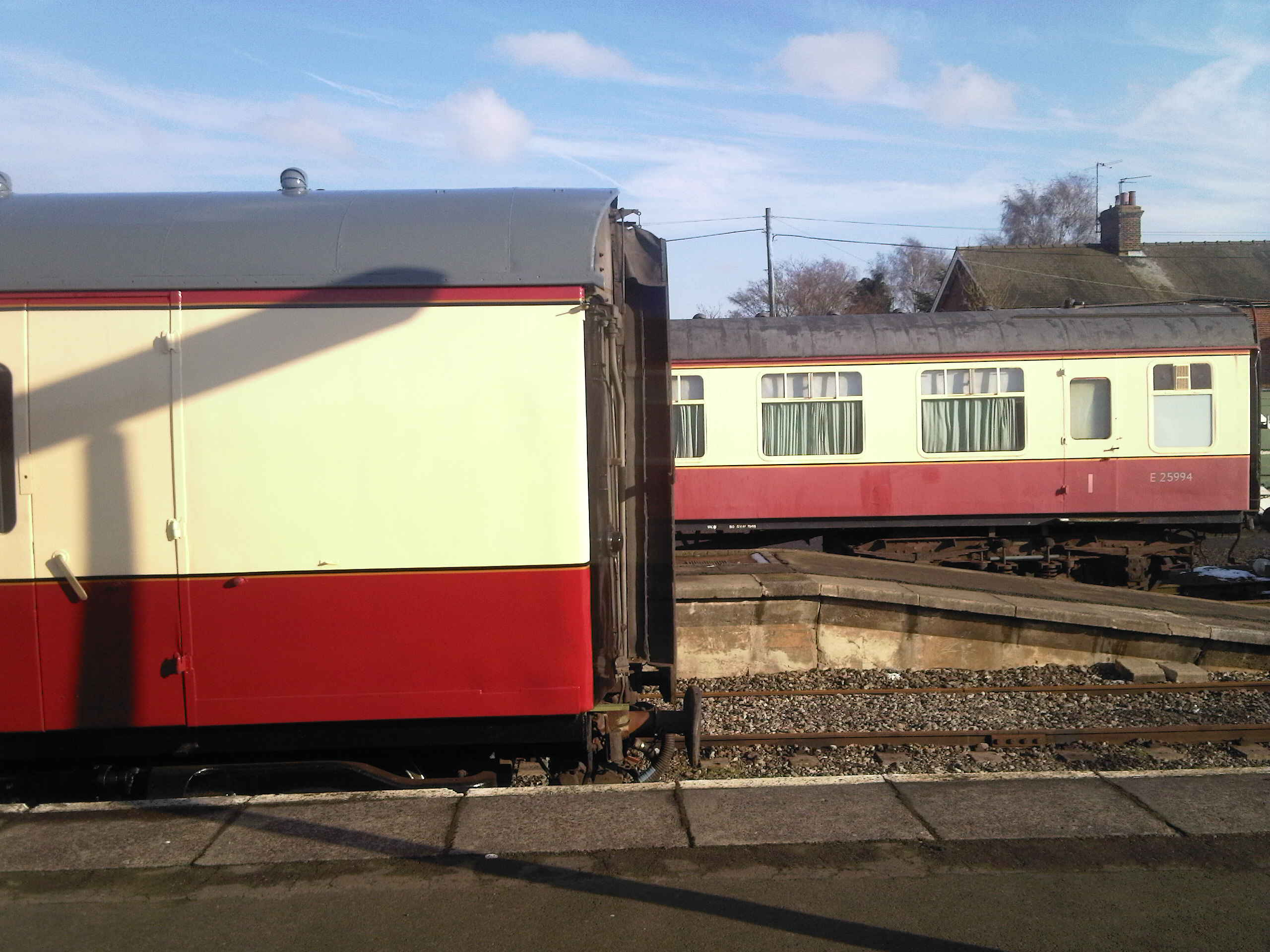
两节使用深红色和奶油色相间涂装的“英国铁路1型客车”，编号分别为E25994和95228。拍摄于中诺福克铁路（英语：Mid-Norfolk Railway）。
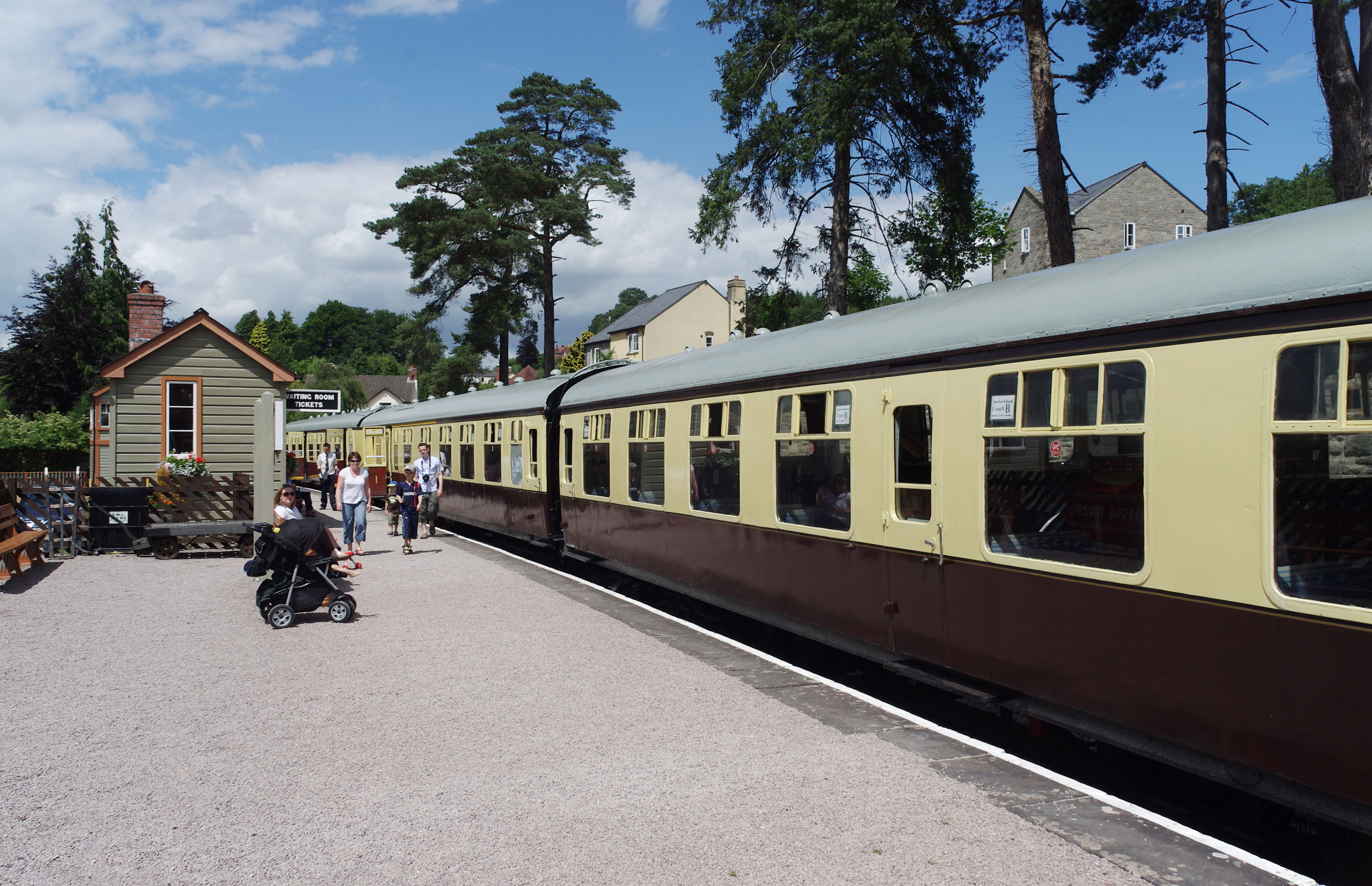
使用巧克力色和奶油色相间涂装的“英国铁路1型客车”。
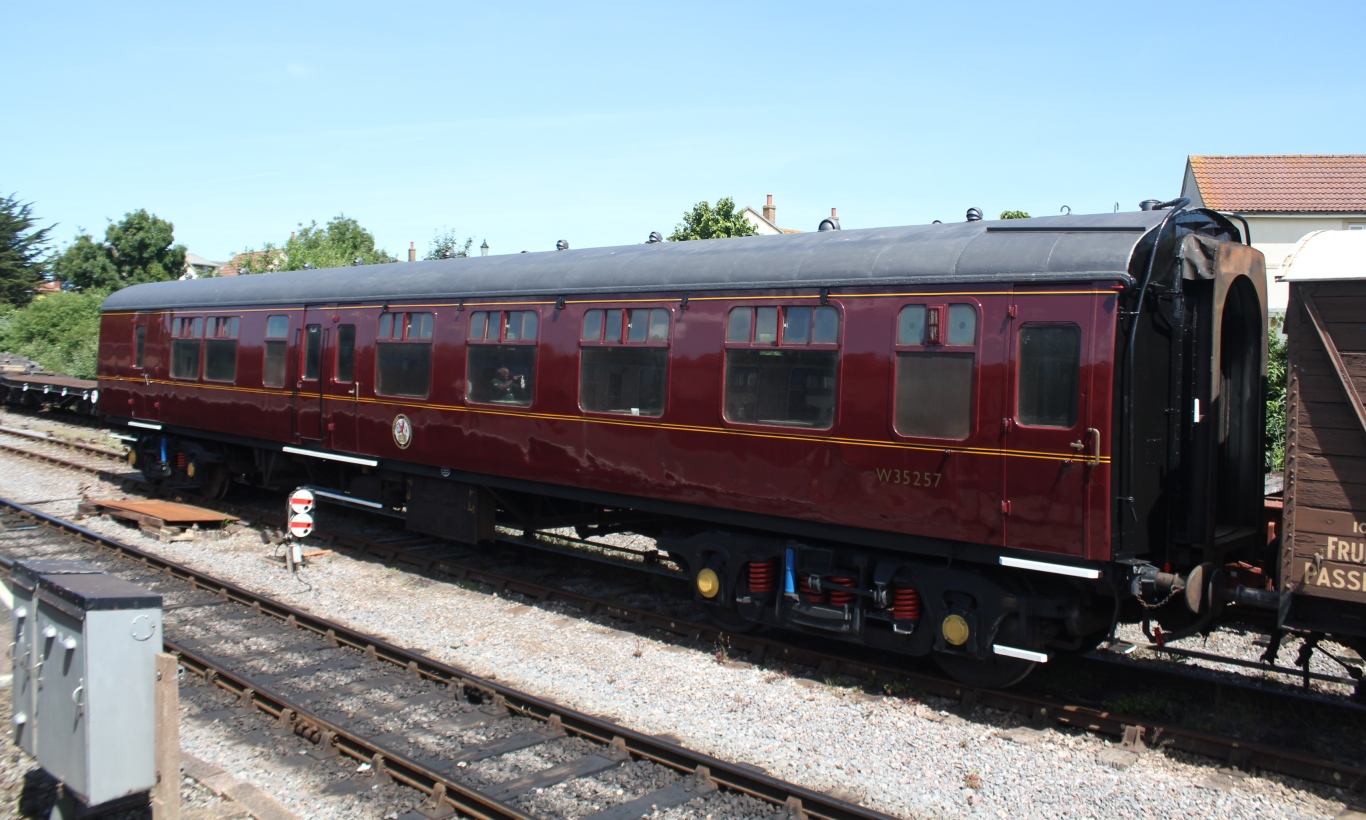
使用褐红色涂装的“英国铁路1型客车”。

1964年，随着喷漆技术的引进，“英国铁路1型客车”的尾部变成了与车身相同的颜色。1年后，“英国铁路1型客车”开始逐步改用和“英國鐵路2型客車”相同的蓝灰相间的涂装。截至1968年，“英国铁路1型客车”中除市郊型外的多数均已改用蓝灰相间的涂装。但最后一批使用褐红色涂装的“英国铁路1型客车”直至1974年才改用蓝灰相间的涂装。这一涂装一直沿用到1982年。

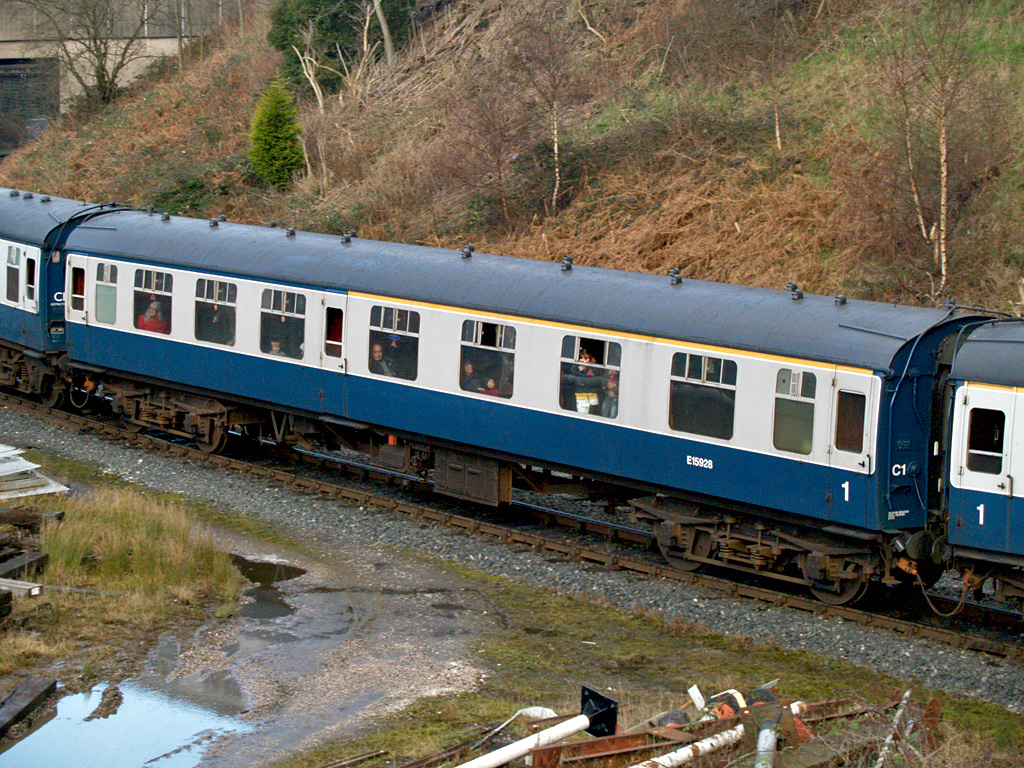
使用蓝灰相间涂装的“英国铁路1型客车”。这一涂装同时是“英國鐵路2型客車”的经典涂装。

1982年，“英国铁路1型客车”出现了一批全新的涂装设计，包括使用黄灰相间涂装的工程车。1983年，“英国铁路1型客车”开始出现“城际列车涂装”。1985年，为纪念大西部铁路开通150周年，一些“英国铁路1型客车”重新使用大西部铁路经典的巧克力色和奶油色相间的涂装。同年，在苏格兰亦有部分“英国铁路1型客车”被实验性的采用绿色和奶油色相间的涂装。

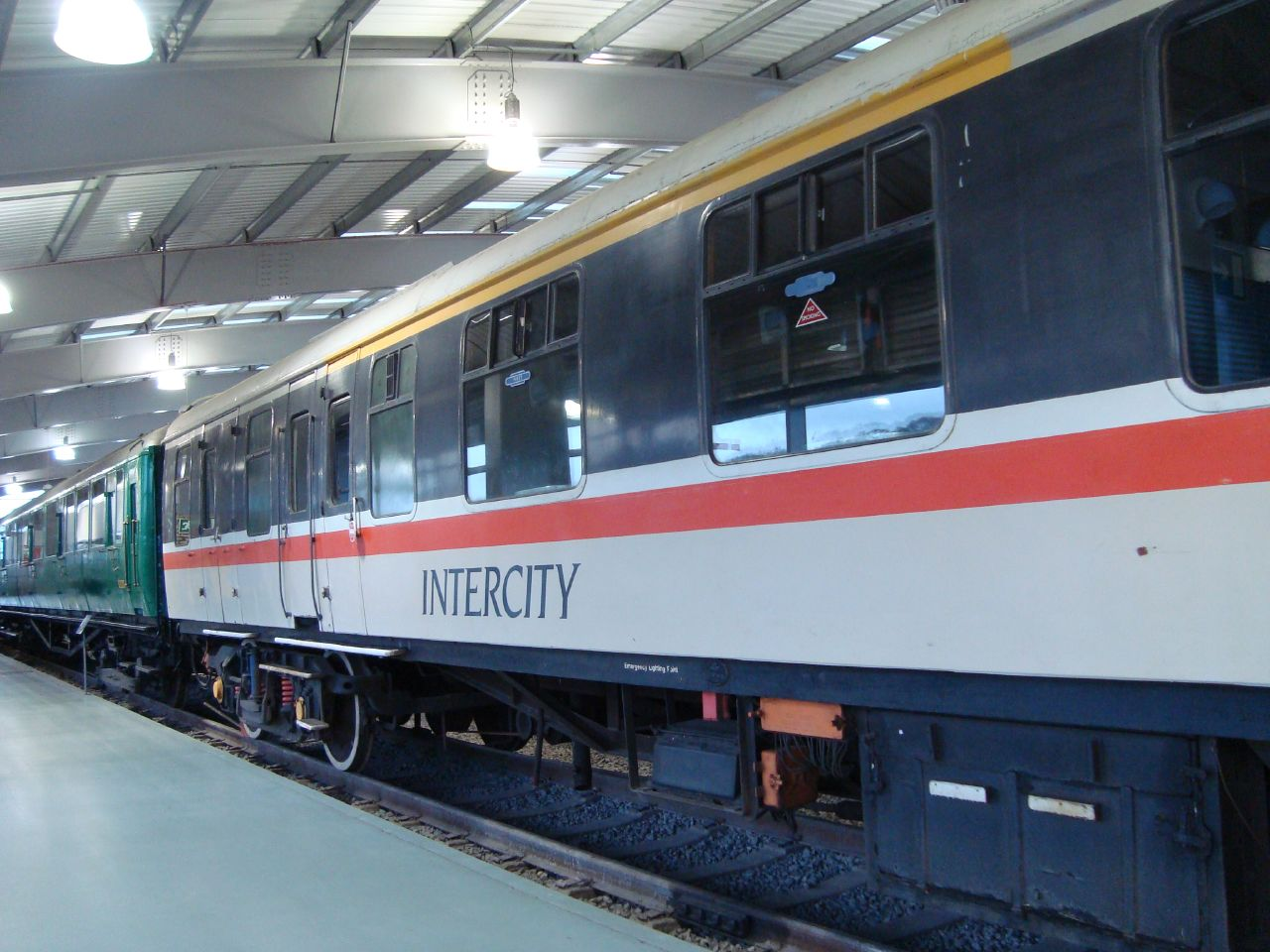
图中涂有“INTERCITY”字样的车厢即为“英国铁路1型客车”城际列车涂装

20世纪80年代，一批20世纪50年代制造的“英国铁路1型客车”的外部使用了红色、蓝色、白色相间的涂装，门厅内侧使用明黄色，用于运行在格拉斯哥中央車站↔斯特兰拉尔站（在斯特兰拉尔站可以换乘通往爱尔兰岛的轮渡）之间的电力动车组列车。这批20世纪50年代早期制造的“英国铁路1型客车”内部大量使用易于涂刷的木材。

1988年，由英国铁路区域铁路业务部所使用的“英国铁路1型客车”开始使用区域铁路涂装，同时期的“英国铁路1型客车”邮政车和行李车改用皇家邮政红涂装。

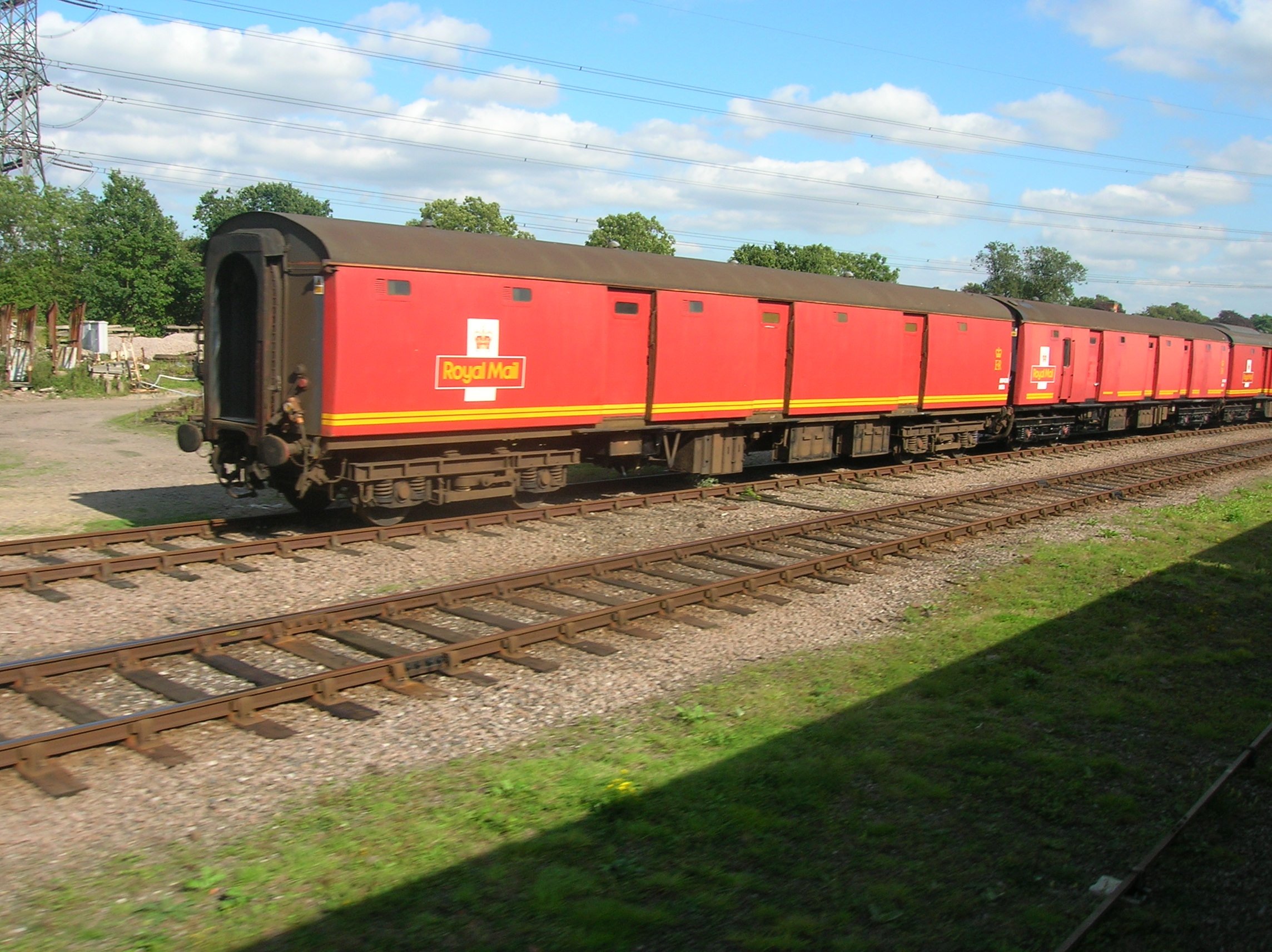
使用皇家邮政红涂装的“英国铁路1型客车”，其上还拥有皇家邮政标识。

1994年英国铁路行业再次分拆私有化后，各铁路公司开始逐步更改所有的“英国铁路1型客车”的涂装。

## 车钩
英国铁路1型客车同时安装有“缓冲饼和链式车钩”和“詹尼車鉤”两种类型的车钩。

其中，“缓冲饼和链式车钩”为缓冲饼和链式车钩的组合，此套系统结构简单易于维护，而且机车在推进车厢前进时，只需利用缓冲饼传递推力，不用真正连挂车钩。但是这套系统的缺点也颇多。首先链式车钩无法传递过多拉力，否则既有车钩断裂之虞（最大牵引定数不到4000吨），其次，列车通过小半径曲线时，缓冲饼则有可能纠缠在一起，酿成事故。这套系统在19世纪末已不算先进，唯欧洲各国运用已久，修改成本过大，才得以沿用至今（这套系统在欧洲也在逐步淘汰中，但是铁路车辆数辆基数大，一时难以全部淘汰）。

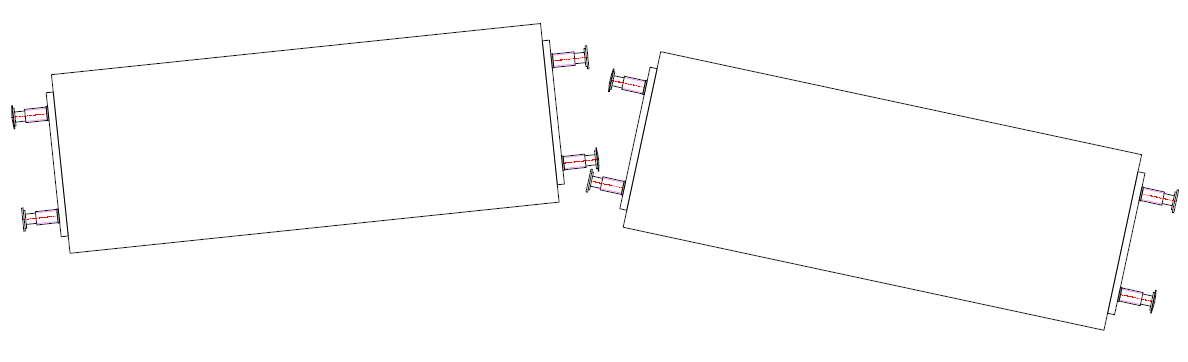
缓冲饼互相纠缠原理图

而“詹尼車鉤”则比“缓冲饼和链式车钩”更为先进，为“缓冲饼和链式车钩”的下代产品，但因英国使用“缓冲饼和链式车钩”的铁路车辆存量太大，故1951年开始运营的“英国铁路1型客车”同时安装有“缓冲饼和链式车钩”和“詹尼車鉤”两种类型的车钩。

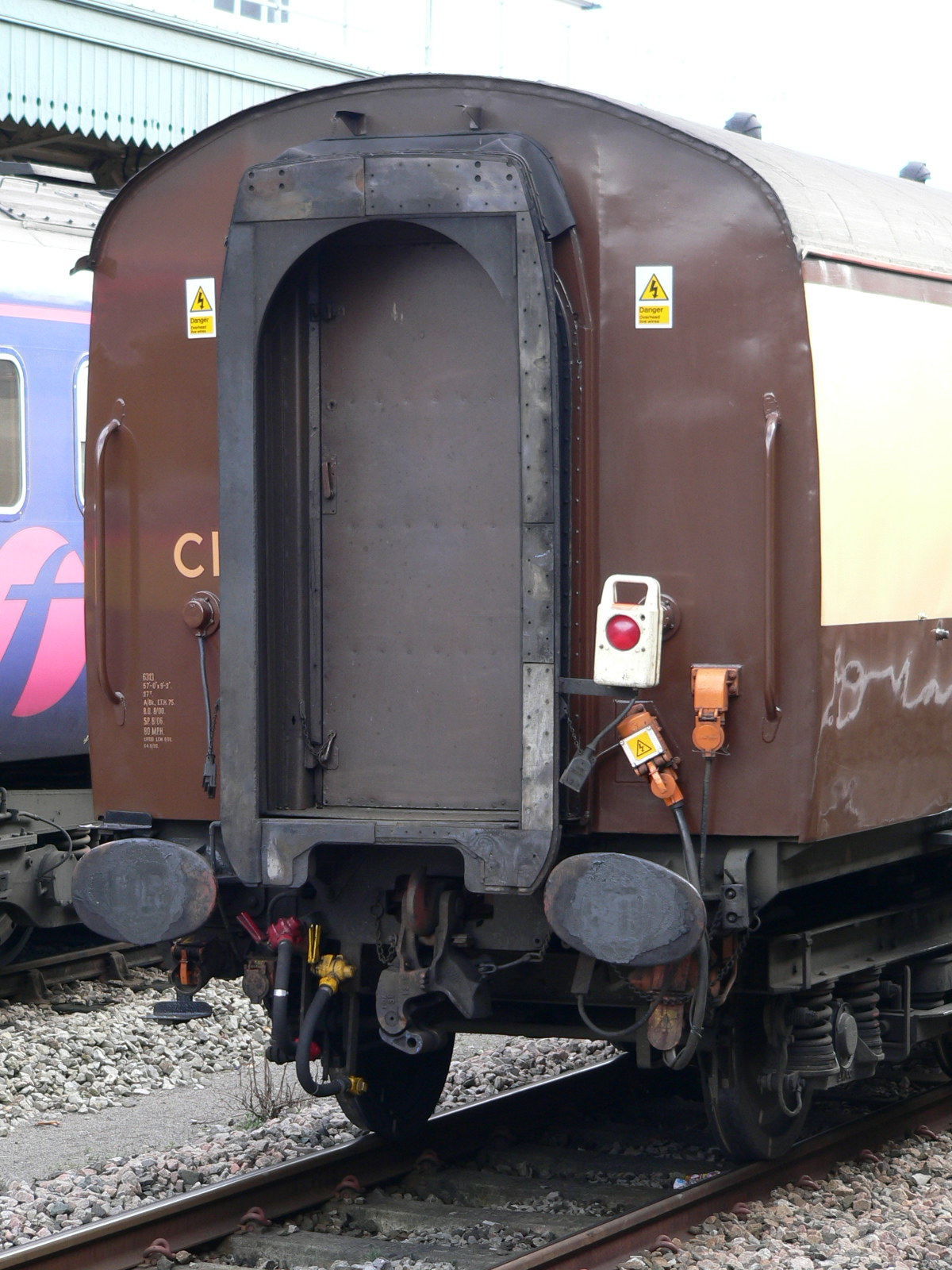
同时安装有“缓冲饼和链式车钩“和”詹尼车钩“两种车钩的“英國鐵路1型客車”。